# Hugues (cardinal, 1150)
Hughes (probablement né dans le diocèse de Beauvais et mort le 1er décembre 1158) est un cardinal français du XIIe siècle. Il est membre de l'ordre des cisterciens.

## Biographie
Hughes est un disciple de Bernard de Clairvaux, le futur saint. Il est abbé de l'abbaye de Trois-Fontaines.
Le pape Eugène III le crée cardinal lors du consistoire de 1150. Il participe à l'élection du pape Anastase IV en 1153 et à l'élection d'Adrien IV en 1154.

## Articles annexes
- Liste des cardinaux créés par Eugène III